# Tenuiphantes alacris
Tenuiphantes alacris là một loài nhện trong họ Linyphiidae. Con cái dài 2,6 đến 3,3 mm groot, còn con đực dài 2,4 đến 2,7 mm.